# 威廉·古诺

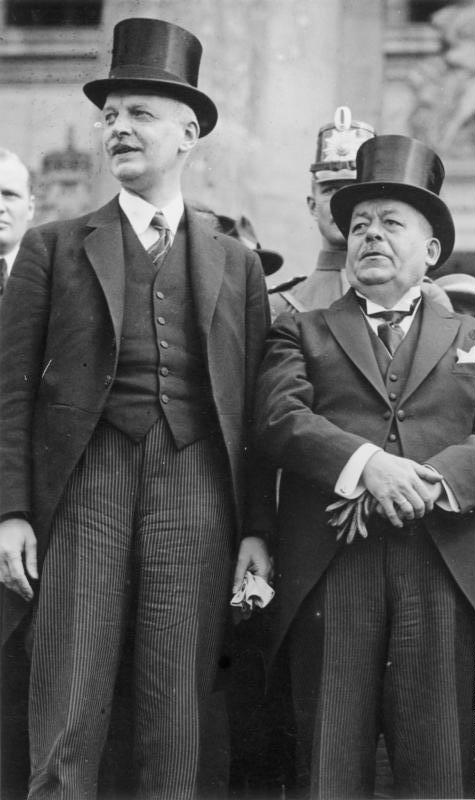
库诺（左）与德国总统弗里德里希·艾伯特(1923年)

威廉·卡尔·约瑟夫·库诺（德语：Wilhelm Carl Josef Cuno，1876年7月2日—1933年1月3日），德国政治家，魏玛共和国总理（1922年到1923年），共计264天。库诺政府最出名的是法国和比利时军队占领鲁尔地区时（1922-1923）他的消极抵抗政策。任期内德国经济崩溃之后，为了偿还国家债务，政府大量印刷货币，导致恶性通货膨胀达到顶点，1923年8月德国开始库诺罢工，导致1923年8月12日库诺和他的内阁辞职。

## 生平
威廉·库诺出生在普魯士萨克森省的苏尔。在柏林和海德堡接受教育，并成为一个律师。1907年受聘进入帝国财政部。第一次世界大战期间，库诺参与为德意志帝国军队安排食品供应，1917年退出公务员加入哈帕格航运公司(HAPAG) ，1918年12月被提升为总经理。作为一个经济专家，库诺参加了战后赔款和和平谈判条款。
1922年11月22日在约瑟夫·魏尔斯辞职后，库诺同意组成新内阁，并成立了一个主要由无党派经济学家和德国人民党、德国民主党、德国中央党和巴伐利亚人民党成员组成的联合政府。
他的政府倒台后，库诺退出政治，1926年回到哈帕格航运公司（HAPAG）管理层。1927年在德国汉堡成立旋转俱乐部(Rotary Club)，并任总裁。1932年参加工商界纳粹党经济问题咨询机构，反对纳粹领导人希特勒的国务总理提名，主张建立超党派内阁。1933年1月希特勒内阁成立，不久因为心脏病发作，在汉堡郊区的住宅去世。
库诺是海德堡天主教学生联谊会K.D.St.V. Arminia的成员。

## 内阁成员（1922年11月- 1923年8月）
- 威廉·库诺 - 总理
- 汉斯·冯·罗森博格（Frederic Hans von Rosenberg） - 外交部长
- 鲁道夫·欧塞尔（Rudolf Oeser） (DDP) - 内政部长
- 安德烈·赫尔墨斯（Andreas Hermes） (Z) - 财政部长
- 约翰·贝克尔（Johann Becker） (DVP) - 经济部长
- 海因里希·布劳恩斯（Heinrich Brauns） (Z) - 劳工部长
- 鲁道夫·海因策（Rudolf Heinze） (DVP) - 司法部长
- 奥托·格斯勒（Otto Gessler） (DDP) - 国防部长
- 卡尔·斯廷格尔（Karl Stingl） (BVP) - 邮政部长
- 威廉·格勒纳（Wilhelm Groener） - 交通部长
- 汉斯·路德 - 食品部长
- 海因里希·艾伯特 - 国库和重建部长

来源：Lebendiges virtuelles博物馆在线